# Film in tecnica mista
In campo cinematografico si definisce in tecnica mista un film realizzato combinando riprese dal vivo e animazione.
Con l'avvento dell'animazione digitale, la combinazione di azione dal vivo e animazione è diventata comune e numerosi film hanno incluso grandi quantità di animazioni fotorealistiche animate al computer, come i prequel di Star Wars, la trilogia del Signore degli Anelli e il franchise di Avatar. Questi film non sono generalmente considerati animati a causa del realismo dell'animazione e dell'uso di performance di motion capture, che sono ampiamente basate su performance dal vivo implementando i movimenti e le espressioni facciali degli attori nei loro personaggi. Secondo il critico cinematografico Roger Ebert un film è da considerarsi in tecnica mista solo se la parte animata ricorda un cartone animato e non vuole sembrare realistica.

## Tecnica
Nei film a tecnica mista tradizionali, due negativi venivano stampati due volte sulla stessa stampa pre-digitale, uno contenente la parte animata ed uno la parte live-action. Spesso ogni fotogramma del film live-action veniva ricalcato mediante rotoscopio, in modo che l'animatore potesse aggiungere il suo disegno nella posizione esatta. Per consentire un'integrazione più semplice della parte animata le inquadrature venivano eseguite a camera fissa, limite che fu superato solo a fine anni ottanta con il film Chi ha incastrato Roger Rabbit.  In seguito, tecniche più complesse hanno utilizzato stampanti ottiche o telecamere per l'animazione di immagini aeree, che hanno consentito un posizionamento più accurato e un maggiore realismo nell'interazione di attori e personaggi animati immaginari.

## Storia
La tecnica mista esiste dagli albori del cinema ma nei primi anni fu vista più come una tecnica sperimentale che non riscuoteva grande successo di pubblico. Fra i primi esempi si segnalano i cortometraggi The Enchanted Drawing (1900) e Humorous Phases of Funny Faces (1906), diretti da James Stuart Blackton che utilizzò il sistema dello stop-motion per animare i disegni con cui interagisce il protagonista.
Negli anni dieci il fumettista Winsor McCay produsse i due cortometraggi Winsor McCay, the Famous Cartoonist of the N.Y. Herald and His Moving Comics (1911) e Gertie il dinosauro (1914) in cui la parte animata è introdotta da una lunga sezione recitata in live action, anche se le due sezioni sono nettamente separate fra loro.
Una prima vera integrazione delle due tecniche fu possibile grazie all'invenzione del rotoscopio da parte di Max Fleischer che lo usò per realizzare la popolare serie Out of the Inkwell, dove il protagonista Koko il Clown interagiva con elementi reali, ad esempio cercando di scacciare una mosca o facendo un incontro di boxe con un gatto. Il successo della serie di Fleischer ispirò  il neonato Laugh-O-Gram Studio di Walt Disney per la produzione delle Alice Comedies, in cui la protagonista è una bambina di nome Alice che interagisce con personaggi dei cartoni animati come Julius the Cat..
Sempre in quegli anni le tecniche di animazione venivano spesso utilizzate per ottenere effetti speciali nei film live action, come nel lungometraggio Il mondo perduto del 1925 dove la tecnica dello stop-motion veniva usata in combinazione con la retroproiezione per ottenere l'animazione dei dinosauri.
Anche la Warner Bros. sperimentò la tecnica mista con il corto Dovresti fare del cinema (1940), diretto da Friz Freleng, in cui Porky Pig e Daffy Duck si muovono per gli studi di Hollywood interagendo con attori in carne ed ossa, ma non diede seguito a questo esperimento sino agli anni novanta con Space Jam.
Furono i Walt Disney Animation Studios a specializzarsi nel genere a partire dagli anni quaranta, iniziando con Fantasia dove le animazioni sono intervallate dai filmati dell'orchestra guidata da Deems Taylor. Anche Saludos Amigos (1943) vede ancora la parte animata separata da quella live action, mentre nel successivo I tre Caballeros (1945) le due parti vengono integrate nella scena in cui Paperino e Josè Carioca danzano con un gruppo di ballerini brasiliani contendendosi le attenzioni di Aurora Miranda. I racconti dello zio Tom del 1946 perfeziona la tecnica, come nella sequenza in cui i protagonisti camminano nella foresta cantando Zip-a-Dee-Doo-Dah  mentre Fratel Coniglietto e altri animali animati interagiscono con loro.
La sequenza in tecnica mista più celebre di questi anni rimane però quella in Mary Poppins (1964) dove i protagonisti entrano in un dipinto di strada, muovendosi in una campagna inglese popolata da pinguini e altri animali partecipando ad una gara di corsa dei cavalli che si conclude con la celebre canzone Supercalifragilistichespiralidoso. Nel 1971 Pomi d'ottone e manici di scopa tentò di replicarne il successo trasportando Angela Lansbury e David Tomlinson a ballare in una discoteca sottomarina, o a gareggiare con animali antropomorfi in una combattuta partita di calcio. Del 1977 è invece Elliot, il drago invisibile che però ebbe incassi deludenti e fece calare l'interesse sul genere.
Dopo un periodo di scarsa attenzione Chi ha incastrato Roger Rabbit nel 1988 rilanciò il genere, portando negli anni novanta alla produzione di pellicole come Pagemaster - L'avventura meravigliosa, Fuga dal mondo dei sogni e soprattutto Space Jam, che incassò oltre 250 milioni di dollari in tutto il mondo.